# Guy Guermeur
Pour les articles homonymes, voir Guermeur.
Guy Guermeur, né le 11 janvier 1930, est un haut fonctionnaire et homme politique français.

## Biographie
Il est ancien élève de l'École nationale d'administration (promotion Marcel-Proust, 1965-1967).
En 1977, il porte la loi dite « loi Guermeur », qui donne aux enseignants du privé les mêmes avantages sociaux que ceux du public ; elle réaffirme par ailleurs la liberté des chefs d'établissement à choisir leurs équipes. Elle complète la loi Debré de 1959.

## Détail des fonctions et des mandats
Mandats parlementaires
- 11 mars 1973 - 22 mai 1981 : Député de la 7e circonscription du Finistère
- 24 juillet 1984 - 24 juillet 1989 : Député européen
- 31 mars 1993 - 18 juillet 1994 : Député européen